# Selbstverbrennungsvorfall auf dem Tian’anmen-Platz
Der Selbstverbrennungsvorfall auf dem Tian’anmen-Platz (auch Platz des Himmlischen Friedens genannt) (Traditionelles Chinesisch Kurzzeichen 天安門自焚事件, Hanyu Pinyin Tian'anmén Zìfén Shìjiàn) ereignete sich am Vortag des chinesischen Neujahrsfestes, dem 23. Januar 2001, im Zentrum Pekings. Der Vorfall ist umstritten: Quellen der chinesischen Regierung behaupten, dass sich fünf Anhänger von Falun Gong (auch als Falun Dafa bekannt), eine spirituelle Praxis, die auf dem chinesischen Festland verfolgt wird, auf dem Tian’anmen-Platz verbrannt hätten. Mehrere westliche Journalisten und Wissenschaftler stellten fest, dass es Unstimmigkeiten in den Berichten der Regierung gab, was darauf hindeutete, dass die Selbstverbrennungen durch die Regierung inszeniert worden waren, um Falun Gong zu diskreditieren.
Nach Angaben chinesischer staatlicher Medien war eine Gruppe von sieben Personen aus der Provinz Henan nach Peking gereist und fünf von ihnen steckten sich auf dem Platz des Himmlischen Friedens in Brand. Eine von ihnen, Liu Chunling, starb unter ungeklärten Umständen direkt auf dem Platz des Himmlischen Friedens; die 12-jährige Liu Siying starb Berichten zufolge mehrere Wochen später im Krankenhaus; drei überlebten. Über den Vorfall wurde in internationalen Medien berichtet. Eine Woche später übertrug der staatliche Fernsehsender China Central Television (CCTV) in der gesamten Volksrepublik China Videomaterial des Vorfalls. In der chinesischen Presse wurde das Ereignis als Beweis gewertet, wie „gefährlich“ Falun Gong sei und dazu genutzt, die Regierungskampagne gegen die Gruppe, also die Verfolgung von Falun Gong zu legitimieren.
Die offizielle Darstellung der Ereignisse wurde jedoch bald unter die Lupe genommen. Zwei Wochen nach dem Selbstverbrennungsvorfall veröffentlichte die Washington Post eine Untersuchung über die Identität der beiden ums Leben gekommenen „Selbstmordopfer“. Dabei stellte sich heraus, dass „niemand je gesehen hatte, dass sie Falun Gong praktizierten.“ Weitere Beweise durch Journalisten und internationale Beobachter wiesen darauf hin, dass die chinesischen Behörden bereits im Vorfeld Kenntnisse über die „Selbstverbrennung“ hatten.
Human Rights Watch schrieb, dass der Vorfall, zu „den schwierigsten Geschichten für Reporter in Peking“ gehörte, „über den sie zu der Zeit berichten mussten“, da es an unabhängigen Informationen mangelte. Die „Selbstverbrennungsopfer“ waren nur für die Reporter von Chinas staatlicher Presse zugänglich. Internationale Medien und sogar Familienangehörigen der Opfer wurde der Kontakt mit ihnen verwehrt. Danach tauchte eine große Vielfalt von Meinungen und Interpretationen dessen auf, was vielleicht geschehen sein könnte. Dazu gehörten, dass der Vorfall vielleicht von der Regierung eingerichtet worden war, um Falun Gong zu verleumden; es ein authentischer Protest gewesen sein mag; die Selbstverbrenner „neue oder ungeschulte“ Falun-Gong-Praktizierende gewesen sein könnten; und andere Ansichten.
Die Medienkampagne der staatlichen Propaganda, die dem Ereignis folgte, zerstörte die bis dahin anhaltende öffentliche Sympathie für Falun Gong. Die Time stellte fest, dass viele Chinesen zuvor das Gefühl gehabt hatten, dass Falun Gong keine wirkliche Bedrohung sei, und dass das harte Vorgehen des Staates gegen deren Anhänger zu weit gegangen war. Nach der Selbstverbrennung gewann jedoch die Medienkampagne gegen Falun Gong erheblich an Boden. Plakate, Broschüren und Videos wurden produziert, die die angeblich schädlichen Auswirkungen der Falun-Gong-Praxis in Einzelheiten darstellte, und sogar in Schulen wurde regelmäßig Anti-Falun-Gong-Unterricht abgehalten. CNN verglich die Propaganda-Initiative der chinesischen Regierung mit vergangenen politischen Bewegungen, wie dem Koreakrieg und der Kulturrevolution. Später, als sich die öffentliche Meinung gegen Falun Gong gestellt hatte, begannen die chinesischen Behörden, die „systematische Anwendung von Gewalt“ zu genehmigen, um Falun Gong zu beseitigen. Im Jahr nach dem Vorfall stiegen Inhaftierung, Folter und Tod der inhaftierten Falun-Gong-Praktizierenden deutlich an.

## Hintergrund

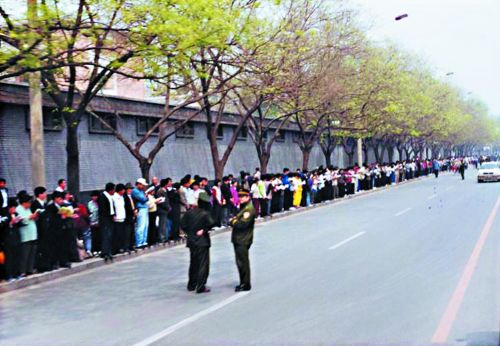
Falun-Gong-Praktizierende demonstrieren im April 1999 friedlich vor dem Regierungsgebäude Zhongnanhai, um ein Ende der offiziellen Belästigungen der Praktizierenden zu fordern. Bald darauf begann eine landesweite Verfolgung der Praktik.

Falun Gong ist eine Form der spirituellen Qigong-Praxis, die Übungen und eine Meditation beinhaltet sowie eine Philosophie der buddhistischen und taoistischen Tradition. Sie wurde im Frühjahr 1992 durch Li Hongzhi im Nordosten Chinas eingeführt. Bis zu den späten 1990er Jahren hatte es zigmillionen Anhänger. Falun Gong erfreute sich in den ersten Jahren seiner Entwicklung offizieller Anerkennung und Unterstützung. Mitte der 1990er Jahre versuchten jedoch die chinesischen Behörden das Wachstum von Qigong-Praktiken zu zügeln und erließen deshalb strengere Anforderungen an die verschiedenen Qigong-Schulen des Landes. Im Jahr 1996 trat Falun Gong aus der staatlichen Qigong-Gesellschaft aus, was dazu führte, dass es durch den Sicherheitsapparat und die Propaganda-Abteilung des Landes erhöhter Kritik und Überwachung ausgesetzt wurde.
Am 22. April 1999 wurden mehrere Dutzend Falun-Gong-Praktizierende in der Stadt Tianjin geschlagen und verhaftet, während sie einen friedlichen Sitzstreik abhielten. Den Praktizierenden wurde gesagt, dass der Haftbefehl vom Ministerium für Öffentliche Sicherheit käme und dass die Verhafteten nur mit der Zustimmung der Behörden in Peking freigelassen werden könnten.
Daraufhin versammelten sich am 25. April 1999 circa 10.000 Falun-Gong-Praktizierende friedlich in der Nähe des Regierungsgeländes Zhongnanhai in Peking, um die Freilassung der Praktizierenden aus Tianjin sowie ein Ende der Eskalation der Schikanen gegen sie zu fordern. Es war ein Bemühen der Falun-Gong-Praktizierenden, eine Wiedergutmachung von den politischen Führern zu erwirken, indem sie zu ihnen gingen und „wenn auch sehr leise und höflich klar darstellten, dass sie sich nicht so schäbig behandeln lassen“. Dies war die erste Massendemonstration auf dem Gelände Zhongnanhai in der Geschichte der Volksrepublik China und der größte Protest in Peking seit 1989. Mehrere Vertreter von Falun Gong sprachen mit dem damaligen Premier Zhu Rongji, der ihnen versicherte, dass die Regierung nicht gegen Falun Gong sei, und ihnen versprach, dass die Praktizierenden aus Tianjin freigelassen werden würden. Danach löste sich die Menschenmenge friedlich auf, offenbar in dem Glauben, dass ihre Demonstration ein Erfolg gewesen sei.
Jedoch gab an diesem Abend der damalige Chef der Kommunistischen Partei Jiang Zemin die Entscheidung zur Ausrottung von Falun Gong heraus. Auf Jiangs Anweisung hin wurde am 7. Juni 1999 eine spezielle „Zentrale Führungsgruppe zur Handhabung von Falun Gong“ innerhalb des Zentralkomitees der Kommunistischen Partei Chinas gegründet, um die Verfolgung von Falun Gong auszuführen und die Umsetzung der Verfolgung zu leiten. Die sich daraus ergebende Organisation wurde Büro 610 genannt (da am 10. Juni etabliert). Zu den wichtigsten Funktionen der Büros 610 gehört die Koordination der Anti-Falun-Gong-Propaganda, Überwachung und Sammlung von Informationen sowie die Bestrafung und „Umerziehung“ der Falun-Gong-Praktizierenden. Berichten zufolge ist das Büro an außergerichtlichen Verurteilungen sowie an Zwangsumerziehungen, Folter und manchmal der Tötung der Falun-Gong-Praktizierenden beteiligt.
Das Büro 610 übernahm also die Rolle, in der staatlich kontrollierten Presse die Berichterstattung der Medien gegen Falun Gong zu koordinieren. Auch beeinflusste es andere Partei- und staatliche Einrichtungen, wie Gerichte und Sicherheitsbehörden. Am 19. Juli gab das Zentralkomitee der Kommunistischen Partei ein Dokument heraus, das das Praktizieren von Falun Gong verbot. Am folgenden Tag wurden Hunderte Praktizierende durch Sicherheitskräfte festgenommen.
Die nun folgende Verfolgung war von einer „massiven Propagandakampagne“ gekennzeichnet, die beabsichtigte, diese Verfolgung zu legitimieren, indem sie Falun Gong als abergläubisch, gefährlich und nicht im Einklang mit der offiziellen Ideologie darstellte. Zehntausende Falun-Gong-Praktizierende wurden eingesperrt, und Ende 1999 tauchten erste Berichte von in der Haft angewandter Folter auf. Laut Ian Johnson wurden Behörden umfassende Befehle erteilt, Falun Gong zu beseitigen und Praktizierende einer Zwangsumerziehung zu unterwerfen. Dabei wurde nicht geprüft, welche Verfahren und Maßnahmen dabei zur Anwendung kamen. Dies führte zu dem weitverbreiteten Einsatz von Folter, manchmal mit tödlichem Ausgang.
Der Tian’anmen-Platz war einer der Haupttreffpunkte, auf dem sich Falun-Gong-Praktizierende versammelten, um gegen die Verfolgung zu protestieren. In der Regel hielten sie Spruchbänder in Verteidigung ihrer Praktik hoch, oder führten einen Sitzstreik durch, bei dem sie friedlich meditierten. Ian Johnson schätzte im Wall Street Journal, dass bis zum 25. April 2000 über 30.000 Praktizierende verhaftet worden waren; die meisten von ihnen auf dem Weg zum Platz des Himmlischen Friedens, da sie versuchten, in Peking für Falun Gong zu demonstrieren. Am 1. Januar 2001 wurden während einer Demonstration auf dem Tian’anmen-Platz siebenhundert Falun-Gong-Anhänger festgenommen.
Chinesische Behörden kämpften in den frühen Jahren der Verfolgung darum, die öffentliche Meinung gegen Falun Gong aufzubringen. Doch erhielt die Kampagne im Gegenteil Kritik aus dem breiten Spektrum der chinesischen Gesellschaft. Einige Kommentatoren stellten sogar Vergleiche zur Kulturrevolution und der Judenverfolgung in der Zeit des Nationalsozialismus an. Laut Human Rights Watch war „die Frustration der Führungskräfte mit dem Scheitern ihrer Bemühungen, Falun Gong schnell und gründlich aufzulösen, auch in deren Medienkampagne offensichtlich“. Die staatliche Presse gab Ende 2000 zu, dass Falun Gong weiterhin, in Missachtung des rechtswidrigen Verbots, anhaltende Proteste durchführt, und verkündete, „die breite Masse muss dazu gebracht werden, dass sie die Dauer, Komplexität und Grausamkeit unserer Schlacht gegen Falun Gong versteht“. Im Januar 2001 starteten die chinesischen Behörden eine neue Welle der Propaganda, um Falun Gong zu diskreditieren, in der sie staatliche Medienorganisationen aufforderten, die Gruppe zu verleumden.

## Das Ereignis
Am 23. Januar 2001, am Vortag des chinesischen Neujahrs, gossen fünf Menschen auf dem Platz des Himmlischen Friedens Benzin über ihre Kleidung und setzten diese anschließend in Brand.
Eine CNN-Filmcrew, die wegen eines möglichen Falun-Gong-Protests auf Routinekontrolle am Tian’anmen-Platz war, beobachtete einen Mann, der sich auf das Pflaster nordöstlich des Denkmals für die Helden des Volkes setzte, das sich in der Mitte des Platzes befindet. Er goss Benzin über sich und steckte sich selbst in Brand. Schnell eilten Polizisten zu ihm und löschten die Flammen. Kurz danach setzten sich weitere vier Personen auf dem Platz in Brand. Einer der vier, ein Mann, wurde festgenommen und in einem Polizeiwagen fortgefahren.
CNN berichtete, dass sich fünf Personen, davon zwei Männer, in Brand setzten, nachdem sie Benzin über sich gegossen hatten. Es war kein Kind unter den Selbstverbrennern gesehen worden. Der Kameramann von CNN wollte das Ereignis filmen, wurde jedoch sofort von der Militärpolizei verhaftet und seine Ausrüstung beschlagnahmt. Die Polizisten löschten die Flammen, die die Bekleidung der anderen vier Personen verbrannt hatten. Ein Polizeiwagen kam, um den stark verbrannten Mann mitzunehmen. Erst 25 Minuten später trafen zwei Krankenwagen ein, um die anderen vier abzutransportieren. Der Platz wurde vollständig geschlossen und die Sicherheitskontrollen waren am nächsten Tag, am wichtigsten traditionellen chinesischen Feiertag, äußerst streng. Die Polizei überwachte die Öffentlichkeit, die zur Neujahrsfeier zum Tian’anmen-Platz gekommen war, hatte Feuerlöscher bereitgestellt und verhinderte, dass Falun-Gong-Praktizierende Spruchbänder entfalteten.
Die staatliche Nachrichtenagentur Xinhua nannte sieben Personen, die an diesem Vorfall beteiligt gewesen sein sollen: Wang Jindong, Liu Chunling und ihre Tochter Liu Siying, Hao Huijun und ihre Tochter Chen Guo, die sich in Brand gesetzt hatten, sowie Liu Baorong und Liu Yunfang. Berichten zufolge sei Liu Chunling noch vor Ort gestorben. Ein paar Monate später berichteten staatliche Medien den Tod ihrer Tochter Liu Siying, die laut staatlichen Nachrichten nach dem Vorfall mit schweren Verbrennungen ins Krankenhaus eingeliefert worden war. Es wurde berichtet, dass die anderen drei „stark entstellt“ seien. Peking verweigerte jedoch westlichen Journalisten, die Überlebenden zu sehen und zu befragen, um sich selbst davon zu überzeugen. Nur Chinas Zentralfernsehen CCTV und die offizielle Nachrichtenagentur Neues China durften mit deren Angehörigen beziehungsweise Kollegen sprechen.

## Chinesische Medienberichte
Xinhua veröffentlichte zwei Stunden nach dem Selbstverbrennungsvorfall bereits Einzelheiten über das Ereignis an ausländische Medien. Als Reaktion auf andere Medienberichte über den Vorfall, gab Xinhua sieben Tage später, am 30. Januar, eine vollständigere Pressemitteilung heraus.  Am 31. Januar wurde dann der chinesischen Öffentlichkeit in einer 30-minütigen Sonderausgabe des Programms Forum, das über aktuelle Angelegenheiten berichtet, die staatliche Version der Ereignisse vorgestellt. Der staatseigene Fernsehsender China Central Television (CCTV) strahlte Filmmaterial über fünf in Flammen stehende Menschen aus. Die Szenen sollen von Überwachungskameras in der Nähe aufgenommen worden sein.
Die chinesischen Behörden gaben an, dass die sieben Personen, die alle aus der Stadt Kaifeng in der Provinz Henan stammen sollen, mit der Absicht zum Tian’anmen-Platz gekommen seien, sich selbst zu verbrennen. Die staatliche Nachrichtenagentur Xinhua behauptete, dass die Selbstverbrenner „eifrige Praktizierende“ von Falun Gong gewesen seien, die zwischen 1994 und 1997 mit dem Praktizieren angefangen und in der vorangegangenen Woche darüber fantasiert hätten, „wie schön es wäre, in den Himmel zu kommen“. Berichten zufolge sollen sechs von ihnen am 16. Januar den Zug genommen und sich nach ihrer Ankunft in Peking mit Chen Guo getroffen haben. Die Sieben sollen dann vereinbart haben, am vorgesehenen Tag Benzin in Plastikflaschen auf den Platz zu schmuggeln und sich um 14:30 Uhr an verschiedenen Stellen des Platzes mit Benzin zu übergießen und anzuzünden. Jeder von ihnen soll zwei Feuerzeuge dabei gehabt haben, falls eins nicht funktionieren sollte. Nach Angaben der Website des Chinaverbandes für kultische Studien, die von der Regierung geführt wird, soll Wang Jindong später erklärt haben, dass die Gruppe in zwei Taxis südlich bei der Großen Halle des Volkes auf dem Tian’anmen-Platz angekommen sei, von wo aus sie zu den Stellen gingen, an denen sie sich in Brand setzen wollten. Wang sagte, dass Polizisten auf ihn zukamen, als er die Plastikflasche öffnete, deshalb entzündete er sich in aller Eile, ohne den Lotossitz eingenommen zu haben. In einer Pressemitteilung der chinesischen Regierung wurde erwähnt, dass Liu Yunfang von der Polizei daran gehindert werden konnte, sich selbst zu verbrennen. Liu soll ihren gescheiterten Versuch der Selbstverbrennung damit begründet haben, dass sie nicht die „erforderliche geistige Ebene“ erreicht haben soll.
Yangcheng Evening News und Southern Daily berichteten, der Polizei würden Beweise vorliegen, dass einige ausländische Journalisten vorab Kenntnis über den Vorfall gehabt hätten, und deuteten an, dass solche Reporter mit „Anstiftung und Beihilfe zum Selbstmord“ angeklagt werden könnten. Staatliche Medien behaupteten, dass auf Überwachungsvideos sechs oder sieben Reporter von CNN, Associated Press (AP) und Agence France-Presse (AFP) zu sehen wären, die nur zehn Minuten vor den Selbstverbrennungen angekommen seien. Diese Behauptung, im Vorfeld über den Vorfall Kenntnis gehabt zu haben, wurde jedoch von allen drei Agenturen zurückgewiesen. AP und AFP sagten aus, dass sie zu der Zeit überhaupt keine Reporter auf dem Platz gehabt hätten, und der Nachrichtenchef von CNN Eason Jordan erklärte, dass die CNN-Crew wegen einer Routinekontrolle aufgrund eines möglichen Protests von Falun Gong anwesend war, da es genau vor einem Jahr zu einem solchen Protest gekommen sei.

## Rückmeldungen von Falun Gong
Unmittelbar nach der Selbstverbrennung erklärte das Falun-Dafa-Informationszentrum, dass die Selbstverbrenner keine Falun-Gong-Praktizierende gewesen sein konnten. Es wurde nachdrücklich darauf hingewiesen, dass Falun Gongs Lehre keinerlei Form von Gewalt billige und Selbstmord als eine große Sünde betrachtet wird. Darüber hinaus rief das Falun-Dafa-Informationszentrum die chinesische Regierung dazu auf, ausländischen Medien und Menschenrechtsorganisationen zu erlauben, diesen Vorfall zu untersuchen und die Fakten zu klären.
Falun-Gong-Quellen im Ausland hinterfragten die offiziellen Berichte der chinesischen Regierung über das Ereignis. Offensichtliche Widersprüche in den offiziellen Erzählungen der Regierung führten zur Annahme, dass die Selbstverbrennung von der Regierung inszeniert sein könnte, um die Verfolgung von Falun Gong zu rechtfertigen, indem die Praktizierenden als irrational und selbstmörderisch dargestellt werden. Laut dieser Annahme könnten die Selbstverbrenner bezahlte Akteure gewesen sein, denen vermutlich versichert wurde, dass die Flammen gelöscht werden, bevor sie wirklichen Schaden anrichten könnten.

## Analyse der Gesamtereignisse
Neben Falun-Gong-Quellen, wie der World Organization to Investigate the Persecution of Falun Gong (WOIPFG) und dem Falun-Dafa-Informationszentrum, nahmen sich auch andere Beobachter der Gesamtereignisse an. Basierend auf der Überprüfung der CCTV-Filmaufnahmen produzierte der Fernsehsender New Tang Dynasty Television den Dokumentarfilm False Fire, der beim 51. Columbus International Film & Video Festival mit dem Certificate of Honorable Mention ausgezeichnet wurde. False Fire analysierte die Unstimmigkeiten in der Berichterstattung der offiziellen chinesischen Medien und weist auf mehrere Widersprüche in der Version der Geschichte der chinesischen Regierung hin. Unter anderem wird aufgrund des Filmmaterials von CCTV gezeigt, dass die Selbstverbrenner feuerfeste Kleidung und Masken trugen, und die Frage aufgeworfen, warum die Haare der Selbstverbrenner nicht verbrannten und die mit Benzin gefüllte Plastikflaschen nicht entflammten. Falun-Gong-Quellen bemerkten zusätzlich, dass das Verhalten der Selbstverbrenner, die von ihnen gerufenen Slogans und deren Meditationshaltung nicht mit den Lehren von Falun Gong übereinstimmten. Weitere Medien, die den Gesamtvorfall untersuchten, waren unter anderem Washington Post, CNN und Media Channel. Neben den Medien befassten sich auch Menschenrechtsorganisationen wie Human Rights Watch, Freedom House, The Jamestown Foundation, Amnesty International und die Laogai-Foundation sowie andere Beobachter mit den Ereignissen, um herauszufinden, was wirklich geschehen war.
Die von den Ermittlern aufgedeckten Unstimmigkeiten der Berichterstattung der staatlich kontrollierten Medien Chinas werden nachfolgend als zusammenfassende Analyse dargestellt:

### Logistik
Brandschutzausrüstungen: Peking Evening News berichtete am 16. Februar, dass jeweils drei bis vier Polizisten das Feuer bei jedem Selbstverbrenner löschten. Insgesamt soll die Polizei über 25 Brandschutzausrüstungen verfügt haben. Dies warf die Frage auf, wo sich die Brandschutzausrüstungen vor der Selbstverbrennung befunden hatten. John Gittings vom Guardian schrieb, dass die Polizei kleine Feuerlöscher benutzte, wie sie in öffentlichen Fahrzeugen vorhanden sind; viele von denen seien regelmäßig auf dem Platz. Doch bei der Übertragung des Vorfalls durch CCTV ist zu sehen, dass sich nur zwei Polizeifahrzeuge am Ereignisort befanden. Da Polizisten auf dem Platz des Himmlischen Friedens normalerweise keine Feuerbekämpfungsausrüstung bei sich tragen und das nächstgelegene Gebäude zum Ort des Geschehens zehn Minuten entfernt war, gingen Beobachter davon aus, dass sich die 25 Brandschutzausrüstungen in den beiden Polizeiwagen befanden. Da diese unmittelbar am Ereignisort abgestellt worden waren, konnte sofort auf die Feuerlöscher zugegriffen werden, sonst wären die Polizisten nicht in der Lage gewesen, das Feuer innerhalb einer Minute zu löschen. Aufgrund dessen wurde angenommen, dass die Polizei von diesem Ereignis im Vorfeld gewusst haben musste.
Filmkameras und -aufnahmen: Eine Überwachungskamera, die den gesamten Platz aufnahm, konnte nicht nur hin- und herschwenken, sondern auch aus- und einzoomen, um das Ereignis exakt zu verfolgen. Da Überwachungskameras am Platz des Himmlischen Friedens normalerweise feststehend positioniert sind, wurde angenommen, dass diese Kamera im Vorfeld des Ereignisses angebracht worden war, damit der Kameramann dem ganzen Vorfall folgen konnte. Philip Pan kam es verdächtig vor, wie die Kameras positioniert waren, und die Tatsache, dass die Nahaufnahmen, die im chinesischen Fernsehen gezeigt wurden, ohne Einmischung der Polizei aufgenommen werden konnten. „In einigen [Szenen] ist die Kamera deutlich hinter den Polizeibarrikaden zu sehen und direkt über der scheinbaren Gruppe positioniert“, erwähnt Pan in der Washington Post. Darüber hinaus zeigte das Filmmaterial der schwenkbaren Überwachungskamera einen Mann mit einer Kameratasche auf dem Rücken, der die Szene mit einer kleinen Handkamera filmte, statt eine große zu benutzen, wie sie für Fernseh-Berichterstattungen verwendet werden, ohne von Polizisten daran gehindert zu werden. Da die Aufnahmen von Wang Jindong und Liu Chunlin fast gleichzeitig erfolgten, ergab sich die Frage, ob mehrere Kameramänner vor Ort gewesen sind. John Gittings erklärte dazu, dass es in vielen Ländern gängige Praxis sei, dass Kameraleute der Polizei anwesend sind, wenn eine Störung der öffentlichen Ordnung erwartet werde. Die chinesischen Medien behaupteten jedoch, dass die Nahaufnahmen in ihrem Videomaterial nicht von Polizisten, sondern aus konfiszierten CNN-Bändern stammen würden, die von CNN-Journalisten aufgenommen wurden. CNNs Nachrichtenchef Eason Jordan wies diese Behauptung zurück, da der Kameramann von CNN sofort nach Beginn des Vorfalls verhaftet worden war und so keine Aufnahmen machen konnte.
Reaktionszeit des staatlichen Fernsehteams und der Polizei: The Age berichtete, dass die „Verfügbarkeit von Feuerlöschern und offiziellen Fernsehteams und die fehlende Verifikation über die Opfer“ die Frage aufwirft, ob die Behörden im Vorfeld Kenntnisse über die Selbstverbrennungen gehabt hatten. Die Polizei hatte innerhalb von 90 Sekunden alle Feuer mit zahlreichen Feuerlöschgeräten gelöscht. Age zitierte dazu einen europäischen Journalisten: „Ich habe noch nie Polizisten auf dem Platz des Himmlischen Friedens gesehen, die mit Feuerlöschern Streifendienst machten. Wieso waren sie heute alle hier? Der Ort des Vorfalls war mindestens 20 Minuten vom nächsten Gebäude (der Großen Halle des Volkes) entfernt.“ Obwohl die Polizei die Feuer in weniger als einer Minute löschen konnten, wurden dabei Nahaufnahmen der Opfer gemacht, und die Kameraleute – im Gegensatz zur Crew von CNN – nicht daran gehindert.
Reaktionszeit der Krankenwagen: Laut chinesischen Medienberichten kamen in weniger als sieben Minuten nach Beginn des Geschehens drei Krankenwagen vom Beijing Emergency Medical Center am Ort des Selbstverbrennungsvorfalls an und brachten die Verletzten sofort zur besten Versorgungsstelle für Verbrennungsopfer, dem Krankenhaus Jishuitan. CNN berichtete jedoch, dass die Polizei die Opfer auf dem Boden liegen ließ, selbst als eines davon den Polizisten mit seinen Händen zuwinkte und um Hilfe bat. Erst 25 Minuten nach dem Vorfall trafen zwei Krankenwagen ein, die die Opfer wegbrachten. Doch unabhängig davon, ob die Opfer gegen 14:48 Uhr oder 15:10 Uhr weggebracht wurden, befindet sich das Krankenhaus Jishuitan nur 10 km vom Tian’anmen-Platz entfernt. Dennoch wurden alle Verbrennungsopfer erst nach 17 Uhr eingeliefert, also fast 2½ Stunden später. Dadurch tauchte die Frage auf, was in diesen zwei Stunden mit den angeblich schwer verletzten Opfern geschehen war.

### Die Beteiligten beim Selbstverbrennungsvorfall
Die chinesischen Medien berichteten, dass sich ein Mann, drei Frauen und ein Kind angezündet haben sollen. CNN-Reporter, die nur 15 Meter von den Selbstverbrennern entfernt waren, erklärten jedoch, dass sich unter den Selbstverbrennern drei Frauen und zwei Männer, aber keine Kinder befunden hätten. Nachdem Wang Jindong sich angezündet hatte, wurde der CNN-Kameramann von der Polizei verhaftet, sah jedoch noch, wie sich weitere vier Personen in Brand setzten, darunter ein Mann. Der Mann konnte bis heute nicht identifiziert werden.

#### Wang Jindong
Wang Jindong soll einer der Hauptorganisatoren gewesen sein. Laut CCTV setzte sich Wang Jindong am 23. Januar 2001, um 14:41, in Brand. Sofort wurde er von Polizisten mit Feuerlöschern umstellt und das Feuer in weniger als einer Minute gelöscht. In den Filmaufnahmen zeigt CCTV einen Polizisten hinter Wang Jindong, der eine Feuerschutzdecke hinter dessen Rücken hält und abwartet. Erst als Wang ruft, wirft er die Decke über ihn. Da das Feuer bei Wang in weniger als einer Minute gelöscht wurde und ein Kameramann sofort aus der besten Kameraposition filmen konnte, wurde angenommen, dass diese Szene vorbereitet war. Unterstützt wurde diese Vermutung, da Wang laut und deutlich rufen konnte, obwohl bei einem Feuer aufgrund des Rauches und der heißen Luft zuerst die Atemwege angegriffen werden. Dennoch konnte Wang laut und klar ausrufen: „Dieses universelle Dafa ist etwas, das jedermann erreichen muss.“ Seine Aussage stammt jedoch nicht aus Falun Gongs Lehren, da nur diejenigen das Fa bekommen können, die eine Schicksalsverbindung haben. Die Worte Wangs waren jedoch die Grundlage für Xinhuas Behauptung, dass die Selbstverbrenner Falun-Gong-Praktizierende seien. Ein weiteres Indiz, dass Wang kein Falun-Gong-Praktizierender gewesen sein könnte, ist seine Sitzhaltung, denn Wang sitzt weder im einfachen noch doppelten Lotossitz, obwohl er laut Xinhua seit 1996 praktizieren soll. Beobachtern zufolge soll Wang die Sitzhaltung chinesischer Soldaten eingenommen haben. Bei einem Fernsehinterview von CCTV behauptete Wang jedoch später, dass er aus Zeitmangel im einfachen Lotossitz gesessen sei, was die Videoaufnahme widerlegt. Ebenso widerlegt die Filmaufnahme von CCTV Wangs Aussage, dass er aufgestanden sei und stehend ausgerufen habe, nachdem die Polizei das Feuer gelöscht hatte. Eine weitere, den Filmaufnahmen widersprechende Behauptung veröffentlichte Xinhua am 30. Januar 2001. Darin wird berichtet, dass Wang innerhalb der brennenden Flammen und des dunklen Rauches den oben angeführten Satz ausgerufen haben soll, doch wurden nie Aufnahmen veröffentlicht, die Wang in Flammen zeigten, noch dass das Feuer von Polizisten gelöscht wurde.
Weitere Indizien für die Annahme einer fabrizierten Szene:
- Falsche Handposition: Wang zeigt eine falsche Handposition, überlappt die Daumen, statt wie bei Falun Gong ein Siegel zu bilden.[50][47]
- Brandschutzkleidung: Wang scheint mehrere Schichten, möglicherweise Brandschutzkleidung zu tragen. Auch sein Gesicht war bis zum Haaransatz mit einer Maske abgedeckt. Es ist bekannt, dass menschliches Haar schnell brennt, und die Medien berichteten, dass Wang schwere Verbrennungen erlitten haben soll, doch zeigt die Filmaufnahme, dass sein Haar unversehrt geblieben ist.[50] Dennoch berichtete die Beijing Evening News am 16. Februar 2001, dass Polizisten „Wang Jindong, dessen Haar komplett verbrannt gewesen war, zum Polizeiwagen brachten“.[57] Wang soll auch während des Feuers ruhig im Schneidersitz geblieben sein. Doch ist bekannt, dass Verbrennungsopfer von immensen Schmerzen berichten, sodass es nicht möglich ist, ruhig sitzenzubleiben. Dadurch wurde die Annahme verstärkt, dass Wang Feuerschutzkleidung getragen haben könnte.[50]
- Benzin getrunken: Regierungsbeamten behaupteten, dass Wang Benzin aus der Plastikflasche getrunken und den Rest über seine Kleidung geschüttet hätte, bevor er sich selbst anzündete. 1/10 Unze Benzin pro Pfund Körpergewicht führen jedoch zum Tod. Dennoch blieb Wang während des Feuers und danach ohne Anzeichen einer Vergiftung ruhig sitzen.[50]
- Unversehrte Plastikflasche mit Benzin: Die Filmaufnahmen zeigen die Plastikflasche zwischen Wangs Beinen, die von den Flammen unberührt blieb, obwohl sie voller Benzin gewesen sein soll, was die Frage aufwarf, wie dies möglich sein könne.[50] Später erzählte Wang bei CCTV, dass er die Plastikflasche mit dem Benzin um seinen Hals gehängt und dann mit Klebeband unter seiner Achselhöhle versteckt habe. Anschließend hätte er einen Wollpullover angezogen, um die Flasche zu verstecken. Als die Polizei dann auf ihn zukam, schnitt er die Flasche durch den Pullover mit einem Messer auf, sodass Benzin auslief, das er schnell entzündete. Die Filmaufnahme von CCTV zeigt jedoch eine unversehrte Plastikflasche zwischen Wangs Beinen, nachdem die Polizei das Feuer gelöscht hatte.[47]
Anfang 2002 ging Li Yuqiang, Programmleiterin der Sendung Focal Point bei CCTV, die mehrere Programme gegen Falun Gong gemacht hatte, in eine Gehirnwäsche-Einrichtung in Shijiazhuang, der Hauptstadt der Provinz Hebei, um Falun-Gong-Praktizierende zu befragen. Als sie selbst auf die Plastikflasche zwischen Wangs Beinen angesprochen wurde, gab sie freimütig zu, dass Polizisten die Sprite-Flasche erst nach der Löschung des Feuers zwischen Wang Jindongs Beine gelegt hatten und die Szene gestellt war. Li bestätigte, dass die Szene arrangiert worden war, um die Zuschauer davon zu überzeugen, dass sich Falun-Gong-Praktizierende selbst anzünden. Des Weiteren stellte sie klar, dass sie die Szene nicht gedreht hätte, wenn klar gewesen wäre, dass die Aufnahme Zweifel hervorrufen würde.[59]
- Zeitdauer des Transports ins Krankenhaus: Nach der Filmaufnahme wurde Wang Jindong sofort mit einem Polizeiwagen weggebracht, während alle anderen Selbstverbrenner 25 Minuten auf Krankenwagen warten mussten.[12] Doch obwohl das Krankenhaus Jishuitan nur 10 km vom Tian’anmen-Platz entfernt liegt und ein Polizeiwagen im Notfall weniger als 20 Minuten zum Krankenhaus benötigen würde, wurde Wang Jindong nicht vor 17 Uhr eingeliefert. Dies führte zur Frage, wo der Polizeiwagen hinfuhr und was in diesen zwei Stunden mit Wang Jindong geschah.[57]
- Mehrere Identitäten?: Bei der Berichterstattung über das Ereignis zeigt CCTV ein Bild von Wang vor seiner angeblichen Selbstverbrennung. Dieses Bild weist deutliche Unterschiede zu der Person auf, die nach der Selbstverbrennung gefilmt wurde. Zum einen ist der Haaransatz bei beiden völlig verschieden, zum anderen die Ohren. Das eine Bild zeigt eine Person mit anliegenden, langen Ohren, während der Selbstverbrenner abstehende und kleine Ohren hat.[50] WOIPFG machte auf drei Auftritte Wang Jindongs im staatlichen Fernsehen aufmerksam. Es ergab sich die Frage, ob der Mann, der sich auf dem Platz selbst angezündet haben soll, dieselbe Person war, die in den drei nachfolgenden Interviews bei CCTV auftrat. Eine Sprachanalyse, die vom Sprachverarbeitungslabor der Nationaluniversität Taiwan durchgeführt wurde, ergab, dass sich der Selbstverbrenner auf dem Platz des Himmlischen Friedens von Wang Jindong beim Focus Interview unterschied. Des Weiteren stellte das Sprachverarbeitungslabor fest, „dass der ‚Wang Jindong‘, der beim ersten Focus Interview gezeigt wurde, nicht dieselbe Person war, wie der ‚Wang Jindong‘, der beim zweiten und dritten Interview gezeigt wurde“.[56] Auch der Haaransatz und die Gesichtsproportionen beider Männer unterschieden sich. Diese Beobachtungen festigten die Annahme, dass die Selbstverbrenner beauftragte Akteure waren.[47][48][49]
- Wann wurde Wang Jindong Falun-Gong-Anhänger?: Fünf Berichte chinesischer Medien, die zwischen dem 8. April 2002 und dem 7. April 2003 veröffentlicht wurden, widersprachen sich in dem Punkt, wann Wang Jindong Falun-Gong-Anhänger geworden sein soll. Am 8. April 2002 berichtete die Nachrichtenagentur Zhongxin, dass Wang und Xue Hongjun zwischen 1999 und 2000 Falun-Gong-Anhänger geworden seien. Xinhua.net Genf veröffentlichte jedoch am 24. April 2002, dass Wangs Familie 1997 mit dem Praktizieren von Falun Gong begonnen hätte. Am 19. Mai 2002 widersprach Xinhua in Zengzhou dieser Aussage und berichtete, dass Wang zwar seine Tochter in Falun Gong eingeführt habe, doch seine Frau erst zwei Jahre später damit begonnen haben soll. Guangming Daily berichtete wiederum, dass Wangs ganze Familie 1996 mit dem Praktizieren begonnen habe. Und am 7. April 2003 berichtete schließlich Xinhua, dass Wang von Xue Hongjun zu Falun Gong gebracht worden sei, was zwischen 1999 und 2000 gewesen sei.[47]

#### Liu Chunlin
Xinhua behauptete, dass Liu Chunling, die einzige Person, die an Ort und Stelle starb, an ihren Verbrennungen gestorben sei. Doch eine Analyse des CCTV-Videos ergab, dass Liu durch einen harten Schlag an den Kopf starb. Die Bild-zu-Bild-Analyse zeigt, dass Liu, während sie im Feuer kämpft, von etwas niedergeschlagen wird. Der Gegenstand, ein Stock oder Eisen, trifft ihren Kopf und fliegt nach oben weg. Vor dem Auftreffen des Gegenstandes ist ein Arm zu sehen, der sich schnell auf Lius Kopf zubewegt. Gleichzeitig ist ein kräftiger Mann im Militärmantel zu sehen, der genau dort steht, von wo der Gegenstand kam. Die Wucht, mit der Lius Kopf getroffen wurde, ließ sie sofort zusammenbrechen. Aus der Analyse ergab sich die Frage, ob sich Liu wirklich selbst angezündet hatte, und warum sie niedergeschlagen wurde, statt ihr Leben zu retten.
Während die staatliche Nachrichtenagentur Xinhua Liu Chunlings Adoptivmutter erzählen ließ, dass Liu von Falun Gong besessen gewesen sei, sie Li Hongzhi angebetet und ihrer Tochter auch Falun Gong beigebracht haben soll, fand Phillip Pan von der Washington Post heraus, dass die meisten Bewohner in Kaifeng sich von den offiziell Berichteten (des Selbstverbrennungsvorfalls) beschämt fühlten, doch hatte keiner von Lius Nachbarn jemals gesehen, dass sie Falun Gong praktiziert hätte. Im Gegenteil erzählten ihre Nachbarn, dass es zwischen Liu und ihrer Mutter Probleme gab, und sie beobachteten, dass Liu sowohl ihre Mutter als auch ihre Tochter immer wieder geschlagen habe. Dies widerspricht Falun Gongs Anforderungen, das von Praktizierenden Güte und Nachsicht fordert. Des Weiteren erfuhr Pan, dass Liu „in einem Nachtklub arbeitete und Geld von Männern erhielt, um ihnen Gesellschaft zu leisten“. Laut David Ownby, Historiker an der Universität Montreal und Experte über Falun Gong, steht Pans Darstellung von Liu Chunlin im krassen Gegensatz zum typischen Profil einer Falun-Gong-Praktizierenden.
Entsprechend dem Regierungsbericht „Dokumentation einer Selbstverbrennung“ vom 30. Januar 2001 soll Liu vor März 1999 begonnen haben, Falun Gong zu praktizieren, also vor Beginn der Verfolgung. Doch als Philip Pan herausfand, dass keiner ihrer Nachbarn sie jemals öffentlich praktizieren gesehen hatte (wie es bis zum Beginn der Verfolgung üblich war), führte dies zu großer internationaler Aufmerksamkeit. Um diese Unstimmigkeiten zu verdecken, änderte Xinhua die Geschichte und berichtete im Februar 2001 im Xinhua-Nachrichtenprogramm, dass Liu erst nach Beginn der Verfolgung und nur Zuhause zu praktizieren begonnen habe, damit ihre Nachbarn nichts mitbekamen. All diese Unstimmigkeiten ließen Zweifel aufkommen, ob Liu Chunlin wirklich eine Falun-Gong-Praktizierende gewesen war.

#### Liu Siying
Liu Siying war die 12-jährige Tochter von Liu Chunlin. Nach Regierungsaussagen soll sie von ihrer Mutter gezwungen worden sein, sich selbst anzuzünden. Eine CNN-Produzentin, die sich zu Beginn des Ereignisses am Ort der Geschehnisse befand und nur etwa 15 Meter von den Selbstverbrennern entfernt war, berichtete jedoch, dass sich unter den Selbstverbrennern keine Kinder befunden hatten. Im Fernsehprogramm von CCTV wird gezeigt, dass das Mädchen in einem Krankenwagen von einem Reporter interviewt wurde. Erst nach der Tonaufnahme und einer Großaufnahme ihres Gesichtes durfte der Krankenwagen abfahren. Die Großaufnahme ihres Gesichtes zeigte deutlich, dass das Mädchen eine Maske mit schwarz-gelben Mustern trug. Da Liu nach Medienberichten starke Verbrennungen erlitten hatte, kam die Frage auf, warum das Kind nicht sofort ins Krankenhaus gebracht wurde, und ob die Aufnahmen für spätere Zwecke vorgesehen waren.
Keine Befragung durch unabhängige Journalisten: Mehrere Beobachter sagten aus, dass es ausländischen Journalisten nicht erlaubt war, die Selbstverbrennungsopfer, die sich in Krankenhäusern erholten, zu befragen. Laut David Ownby durften auch die Verwandten der Opfer nicht mit ihnen sprechen. Die Behörden bedrohten sogar ihre Großmutter so massiv, dass diese in Panik geriet, ganz gleich welcher Reporter sie befragen wollte. Philip Pan schrieb, dass „Peking Anfragen ablehnte, Liu Siying und die drei anderen Überlebenden zu befragen, die alle im Krankenhaus waren ... Ein Beamter aus Kaifeng sagte, dass nur der staatliche Fernsehsender China Central Television (CCTV) und die offizielle Nachrichtenagentur Neues China ihre Angehörigen oder ihre Kollegen sprechen durften. Ein Mann, der die Tür zu Lius Wohnung bewachte, verwies Fragen an die Regierung“. Da ausländischen Reportern nicht gestattet war, mit den Selbstverbrennern, also auch mit Liu Siying, zu reden, konnte nur anhand der chinesischen Berichterstattung auf Unstimmigkeiten hingewiesen werden, die Zweifel an der Echtheit der Berichterstattung hervorriefen.
Reden und singen trotz Tracheotomie: Chinesische Medien berichteten, dass das Mädchen schwere Verbrennungen erlitten habe und deshalb eine Tracheotomie durchgeführt worden war. Bei einer Tracheotomie wird unterhalb der Stimmbänder eine Röhre in die Luftröhre eingeführt, um dem Patienten das Atmen zu ermöglichen. Da der Patient nicht mehr über den Mund atmet, gelangt keine Luft zu den Stimmbändern, sodass er nicht reden kann. Es dauert bei Erwachsenen viele Tage, bis die Röhre angepasst ist, noch länger bei Kindern. Will der Patient dann sprechen, muss er die Röhre verschließen, dennoch bleibt seine Stimme unklar und unterbrochen. Doch obwohl Liu Siying – laut Regierungsquellen – nur vier Tage vor dem Interview einer Tracheotomie unterzogen worden war, konnte sie mit den Reportern von CCTV sprechen und erklärte, dass ihre eigene Mutter ihr gesagt habe, sie solle sich in Brand setzen, um das „himmlische goldene Reich“ zu erreichen. Ein Arzt im Jishuitan Krankenhaus erwähnte: „Es war für Lius Stimme unmöglich, so laut und klar zu sein. Es scheint, dass CCTV hier etwas gemacht hat.“ Auch der Chinakenner Danny Schechter bezweifelte nach der Aussage eines Kinderarztes, dass das Kind nach einer Tracheotomie so schnell in der Lage gewesen sein konnte, mit den chinesischen Medien zu sprechen, geschweige denn zu singen. CCTV zeigte jedoch im Interview mit Liu ein völlig anderes Bild. Bereits vier Tage nach der Operation konnte Liu klar und laut mit der Reporterin reden und sogar singen.
Lius Behandlung im Krankenhaus: Die Behandlung Lius im Krankenhaus rief weitere Fragen auf. Entsprechend medizinischen Standards werden Patienten mit großflächigen Verbrennungen in einen isolierten Raum gelegt, da die verbrannten Gebiete der Luft ausgesetzt werden müssen. Die Isolation verhindert Infektionen und macht es dem Personal leichter, Wunden zu säubern und Medikamente zu verabreichen. Ärzte und Pflegekräfte müssen dabei Mundschutzmasken und sterile Kleidung tragen. Die Filmaufnahmen von CCTV zeigen jedoch ein anderes Bild. Liu liegt in einem offenen Zimmer und ihr verbrannter Körper ist in dicke Bandagen gehüllt. Des Weiteren tragen weder die Krankenschwester noch die Reporterin Mundschutzmasken und sterile Kleidung. Beobachter stellten sich die Frage, warum ein Patient mit solch schweren Verbrennungen so ungewöhnlich behandelt wird.
Liu Siyings Tod: Zwei Monate nach der angeblichen Selbstverbrennung auf dem Platz des Himmlischen Friedens veröffentlichte das Krankenhaus die Meldung, dass Liu Siying am 17. März plötzlich gestorben sei. In der Berichterstattung von CCTV erscheint Liu auf dem Wege der Besserung. Auch das medizinische Personal, das Liu im Krankenhaus Jishuitan behandelte, sagte aus, dass „Liu Siying plötzlich starb, als ihre Verbrennungen mehr oder weniger verheilt waren, ihre Gesundheit grundsätzlich wieder hergestellt war und sie aus dem Krankenhaus entlassen werden sollte. Die Ursache ihres Todes ist sehr verdächtig“. Noch am 16. März zeigte das EKG und andere Tests normale Werte. Am 17. März, zwischen 11 und 12 Uhr geriet Liu jedoch in einen kritischen Zustand und starb kurz danach. Personal des Krankenhauses berichtete, dass Liu morgens zwischen acht und neun Uhr vom Leiter des Krankenhauses und dem Leiter der Medizinischen Verwaltungsdivision in Peking besucht wurde, die längere Zeit mit ihr redeten. „Zu jener Zeit war Liu noch immer sehr lebhaft und aktiv.“ Der Bericht der Autopsie wurde Lius behandelnden Ärzten nicht ausgehändigt. Das Krankenhaus gab lediglich eine Erklärung ab, dass ihr Tod wahrscheinlich mit einem Problem des Herzmuskels zu tun hatte.
Aufgrund der Aussage der CNN-Produzentin, dass keine Kinder unter den Selbstverbrennern gewesen waren, und der anderslautenden Berichterstattung von CCTV, stellten sich Beobachter mehrere Fragen: Ist dieses 12-jährige Mädchen, das nach einer Tracheotomie und einer großen Verbrennungsoperation in nur vier Tagen wieder singen konnte, wirklich gestorben? Wie konnte dies geschehen, wenn sie doch bereits in einer auffallend bemerkenswerten Verfassung war? Warum war sie unter solch einer strengen Überwachung, sodass noch nicht einmal ihre Familie sie besuchen durfte? Falun-Gong-Quellen argumentierten, dass sie vielleicht von der Regierung getötet wurde, um ihr Schweigen zu garantieren.

#### Liu Baorong
Liu Baorong wurde im ersten Bericht von Xinhua nicht erwähnt, und es gibt kein Filmmaterial, auf dem sie zu sehen wäre. Doch bereits eine Woche nach dem Ereignis trat Liu bei CCTV auf, sprach gegen Falun Gong und erzählte, dass sie sich vorbereitet hatte, sich selbst zu verbrennen, doch ihre Meinung in letzter Minute änderte. Liu erklärte, dass sie an diesem Tag eine halbe Flasche Benzin getrunken habe und den Rest über ihre Kleidung schütten wollte. Diese Aussage warf Zweifel auf, denn bereits 1/10 Unze Benzin pro Pfund Körpergewicht führt zum Tod, und Liu hatte eine halbe Flasche Benzin getrunken, was für ihr Körpergewicht ausgereicht hätte, um sie zu töten. Dennoch trat Liu bei CCTV ohne Anzeichen von zumindest schweren Vergiftungssymptomen auf. Da es auch bei Liu Baorong zu Unstimmigkeiten bei zwei Auftritten im staatlichen Fernsehen gab, ließ WOIPFG auch von Liu Baorong eine Sprachanalyse beim Sprachverarbeitungslabor der Nationaluniversität Taiwan durchführen. Auch hier stellte sich heraus, dass die Liu Baorong beim ersten Auftritt in der Sendung von CCTV nicht die gleiche Person war, wie die Liu Baorong beim zweiten Auftritt. CNN berichtete, dass bei der Verurteilung der Selbstverbrenner im August 2001 das Gericht Liu Baorong ebenso des Mordes für schuldig befand, doch nicht bestrafte, da sie ihr Verbrechen eingestanden und die anderen Beteiligten preisgegeben hatte.

#### Xue Hongjun
Xue Hongjun soll einer der Hauptorganisatoren gewesen sein Xue wurde von den chinesischen Medien als Unterstützer der Selbstverbrenner bezeichnet, der ihnen Unterkunft zur Verfügung gestellt und bei der Vorbereitung des Vorfalls geholfen haben soll. Laut Zhongxin News vom 8. April 2002 erklärte Xue, dass er etwas über ein Jahr vor dem Ereignis mit dem Praktizieren von Falun Gong begonnen habe, also zwischen 1999 und 2000. 2003 sagte Wang Jindong jedoch aus, dass er im Oktober 1996 von Xue Hongjun in Falun Gong eingeführt worden sein soll. Clearwisdom berichtete, dass Xue aus Kaifeng stamme und dort zuerst als Chirurg am Krankenhaus, dann in eigener Praxis gearbeitet haben soll. Später wurde Xue in eine Hafteinrichtung in Peking eingesperrt. Zellengenossen erlebten ihn als starken Raucher, der gerne prahlte. Besonders wies er darauf hin, welch großartiger Praktizierender er sei. Sein Zigarettenkonsum und egozentrisches Verhalten stehen jedoch Falun-Gong-Prinzipien konträr gegenüber, sodass Zweifel aufkamen, dass Xue jemals Anhänger der Lehre war.

#### Liu Xiuqin
Liu Xiuqin wurde anfangs nicht in den Berichterstattungen erwähnt und tauchte erst später in Wang Jindongs Erzählungen auf. Bei der Urteilsverkündung im August 2001 wurde Liu Xiuqin dann wegen Unterstützung verurteilt. Sie soll den Akteuren Unterkunft zur Verfügung gestellt und bei der Besorgung der Plastikflaschen geholfen haben.

#### Liu Yunfang
Liu Yunfang wurde anfangs nicht erwähnt, sie tauchte erst später in Wang Jindongs Erzählungen über den Vorfall auf, doch niemals persönlich. Laut Wang soll sie auf dem Platz gewesen sein, sich jedoch nicht angezündet haben. Später wurde Liu bei der Urteilsverkündung als Drahtzieherin bezeichnet, die Flugblätter gedruckt haben soll, um Falun-Gong-Anhänger zu ermutigen, Selbstmord zu begehen. Ausländische Reporter konnten Liu nicht befragen.

#### Hao Huijun und Tochter Chen Guo
Auch über Hao Huijun und ihre Tochter Chen Guo, die sich auf dem Tian’anmen-Platz angezündet haben sollen, wurde zu Beginn nichts berichtet. Beide tauchten erstmals in Wang Jindongs Erzählungen auf. Bei der Urteilsverkündung im August 2001 wurden beide ebenfalls nicht erwähnt. Erst im April 2002 arrangierte die chinesische Regierung, dass ausländische Medien die angeblichen Überlebenden in Gegenwart von Staatsbeamten befragen konnten. Darunter sollen sich Hao Huijun und Tochter Chen Guo befunden haben.

### Die Berichterstattung  Chinas
Eilige Pressemeldungen für ausländische Medien: Bereits zwei Stunden nach dem Selbstverbrennungsvorfall sendete Xinhua das Ereignis, allerdings zuerst nur in Englisch. Die Ausstrahlung erfolgte in einer solch ungewöhnlich kurzen Zeit, dass es die in Peking arbeitenden ausländischen Korrespondenten überraschte. Laut Schechter war dies deshalb so ungewöhnlich, da sensible Themen in der chinesischen Presse fast nie rechtzeitig berichtet werden. Die üblichen Protokolle werden zuerst von mehreren Parteifunktionären vor der Veröffentlichung genehmigt. Auf Anfrage Philip Pans lehnte Xinhua einen Kommentar ab, auch der Sprecher des Ministeriums für Öffentliche Sicherheit beantwortete keine diesbezüglichen Fragen. Ian Johnson beobachtete gleichermaßen die staatlichen Medien, die „über den Tod der Opfer mit ungewöhnlichem Eifer“ berichteten, „was darauf hindeutete, dass entweder die Todesfälle früher geschehen waren, als berichtet worden war, oder die in der Regel vorsichtigen Medien die Genehmigung von oberster Ebene hatten, elektronische Berichte und eine Fernsehübertragung eilig herauszugeben“. Darüber hinaus hatten die staatlichen Medien Chinas in den vorangegangenen 18 Monaten der Verfolgung keinerlei Fotos oder Videos an ausländische Pressemedien freigegeben, was die Überraschung der Journalisten noch verstärkte. Hinterfragt wurde auch, warum die staatlich kontrollierten Medien sofort über den Vorfall berichteten, doch eine Woche benötigten, um die Filmaufnahmen zu veröffentlichen.
Li Yuqiang: Bei seinen Nachforschungen fand WOIPFG heraus, dass Li Yuqiang 2002 zugegeben haben soll, gestellte Aufnahmen der Selbstverbrennung gemacht zu haben. Li Yuqiang war zu der Zeit leitende Reporterin der Sendung Focal Point bei CCTV, die mehrere Programme gegen Falun Gong gemacht hatte, indem sie Falun-Gong-Praktizierende interviewte und anschließend die Interviews verfälschte, um Falun Gong diskreditieren zu können. 2001 besuchte Li Yuqiang beispielsweise den Falun-Gong-Praktizierenden Zhao Ming im Zwangsarbeitslager Tuanhe. Zhao Ming beschrieb die Zusammenkunft so, als würde Li Yuqiang Falun Gong sehr unterstützen, weshalb er ihr von seinen positiven körperlichen und geistigen Erfahrungen durch das Praktizieren erzählte. Durch die Bemühungen der irischen Regierung und privaten Initiativen kam Zhao aus dem Arbeitslager und konnte nach Irland ausreisen. Dort fand er heraus, dass sein Interview mit Li Yuqiang völlig verändert worden war: „Es waren die gleiche Bilder, doch hatte sie den Kontext meiner Worte geändert und über meine originalen Worte gelegt. Es war das genaue Gegenteil von dem, was ich gesagt hatte, und ein direkter Angriff auf Falun Gong. [...] und sie verheimlichten, dass sie mich gefoltert hatten.“
Anfang 2002 ging Li Yuqiang in eine Gehirnwäsche-Einrichtung in Shijiazhuang, um die Falun-Gong-Praktizierende Wang Bo zu interviewen. Als sie auf die Plastikflasche zwischen Wang Jindongs Beinen angesprochen wurde, gab sie freimütig zu, dass Polizisten die Sprite-Flasche erst nach der Löschung des Feuers zwischen Wang Jindongs Beine gelegt hatten, und die Szene gestellt war. Li gestand, dass die Szene arrangiert worden war, um die Zuschauer davon zu überzeugen, dass sich Falun-Gong-Praktizierende selbst anzünden. Sie gab sogar zu, dass sie die Szene nicht gedreht hätte, wenn vorher klar gewesen wäre, dass die Aufnahme Zweifel hervorrufen würde.
Bei der Befragung weiterer Mitarbeiter der Sendung Focal Point bei CCTV äußerten diese, dass Li Yuqiang allein für Falun-Gong-Themen verantwortlich war. Sie führte Interviews mit inhaftierten Falun-Gong-Praktizierenden und stellte Falun Gong verleumdende Berichte für Print- und TV-Medien her. Bei allen gefilmten Interviews wurde Li Yuqiang jedoch nie von vorne gezeigt, es war stets nur eine verdunkelte Silhouette zu sehen, sodass die Identität von Li Yuqiang bis heute nicht geklärt werden konnte. Anfang 2003 erhielt WOIPFG Berichte über Li Yuqiang, die beinhalteten, dass Li Yuqiang keine einfache Reporterin sei. „Bei unzähligen Fällen ging sie in Arbeitslager und Gehirnwäsche-Einrichtungen im ganzen Land, in denen Falun-Gong-Praktizierende eingesperrt wurden, um diese ‚umzuerziehen‘.“ Li soll in Wirklichkeit für das Büro 610 gearbeitet haben. 2001 wurde Li Yuqiang für ihren TV-Bericht über die „Selbstverbrennung“ bei der 12. China News Prize-Verleihung mit dem 2. Platz ausgezeichnet.
Widersprüche der chinesischen Medien: Wang Jindong beschrieb in seiner persönlichen Erklärung, dass er die Plastikflasche mit dem Benzin zuerst um seinen Hals hing und dann mit einem Klebeband unter seiner Achselhöhle festgemacht habe. Anschließend zog er einen Wollpullover darüber. Auf dem Platz des Himmlischen Friedens schlitzte er dann die Kleidung und die Flasche auf, warf das Messer weg und holte das Feuerzeug hervor. Als die Polizisten auf ihn zu gingen, entzündete er das Benzin. Nach der Beschreibung von Wang kam das Benzin auf seinem Körper von der Flasche, die er unter seiner Achselhöhle befestigt hatte. Am 30. Januar berichtete jedoch Xinhua, dass Wang mit überkreuzenden Beinen auf dem Boden saß und sich kontinuierlich Benzin aus einer grünen Flasche über seinen Körper goss und dann entzündete. In den Filmaufnahmen war die Flasche dann unversehrt zwischen den Beinen Wangs zu sehen.

### „Über die Grenze der Nachsicht hinaus“
Einige Beobachter spekulierten, ausgehend von der Annahme, dass die Teilnehmer vielleicht Falun-Gong-Praktizierende gewesen sein könnten, dass diese eventuell als Reaktion auf eine neue Schrift des Gründers zur Selbstverbrennung gegriffen haben könnten. Am 1. Januar 2001 wurde die Schrift „Über die Grenze der Nachsicht hinaus“ von Li Hongzhi zur Veröffentlichung freigegeben. In einer Artikelsammlung, die von Falun-Gong-Praktizierenden auf dem Festlandchina verfasst und auf der chinesischsprachigen Falun-Gong-Website veröffentlicht wurde, war vermerkt, dass die Schrift sowohl unter Falun-Gong-Praktizierenden als auch „in der Gesellschaft“ Verwirrung verursachte und sich einige fragten, ob Falun Gong gewalttätig werden könnte, um der Verfolgung zu widerstehen. Die Autoren der Sammlung schrieben jedoch, dass dies nicht eintreten würde, da Gewalt sowohl kontraproduktiv sei als auch im Gegensatz zu den Lehren der Praxis stehe. Ein Falun-Gong-Sprecher stellte klar, dass die neue Schrift darauf hinweise, dass es Zeit sei, wegen der Menschenrechtsverletzungen, die durch die chinesische Regierung begangen worden waren, die „Wahrheit ans Licht zu bringen“. Gittings fand jedoch, dass die Schrift vielleicht Anhänger von Falun Gong verwirrt haben könnte, vor allem in China, und Matthew Forney schrieb in der Zeitschrift Time, dass Lis Botschaft sich über das Internet und informelle Netzwerke von Anhängern nach China verbreitet hatte, und spekulierte, dass es dort vielleicht mehr radikalere Praktizierende hätte haben können.
David Ownby fand die kurze Botschaft als „schwer zu interpretieren“: An seiner Oberfläche ähnelte die Schrift einem „Ruf zu den Waffen“ gegen das, was Li als „böse Lebewesen, die schon überhaupt keine menschliche Natur und aufrichtige Gesinnung mehr haben“ beschrieb. Doch hatten keine Praktizierenden, mit denen Ownby gesprochen hatte, diese Schrift als „grünes Licht“ für gewalttätige Aktionen angesehen. Stattdessen interpretierten Praktizierende diese so, dass sie der Unterdrückung ohne Schuld widerstehen konnten. Sie konnten nun aufhören „einfach im ersten Moment einer Konfrontation, sich der Polizei zu übergeben. Sie konnten weglaufen, sich organisieren, sie waren – mit einem Wort – frei von jeglichen Beschränkungen der Notwendigkeit zur ‚Nachsicht‘, die ihnen vorher auferlegt worden war“. In einem Interview mit der Washington Post stellte Ownby fest, dass Li in keinem seiner jüngsten Erklärungen einen Selbstmord billigte, „aber ein Praktizierender, der in China am Ende seiner Kräfte ist, könnte sicherlich [die Aussagen] als Bestätigung für das Martyrium ansehen und vielleicht seine oder ihre eigenen Mittel wählen, um das zu erreichen.“
Am 1. Februar 2001 wurde diesbezüglich eine Presseerklärung von Falun Gong veröffentlicht, die auf die Missverständnisse einging: „Einige Leser, Falun-Dafa-Praktizierende und andere, haben das Konzept der „Nachsicht“ so interpretiert, dass dies ein passives und stilles Ertragen aller Ungerechtigkeiten bedeute. Doch durch die Schrift „Über die Grenze der Nachsicht hinaus“ erklärt Li Hongzhi, dass das Aufdecken der Verbrechen des kommunistischen Regimes während der Niederschlagung mit den Prinzipien von Falun Dafa vereinbar sei. Beispielsweise verstoße es nicht gegen das Prinzip der Nachsicht, gegen die ungerechte Verfolgung zu appellieren, noch ist es falsch, sich gegen die Brutalität, die Folter und den sexuellen Missbrauch der Polizei aktiv und gewaltlos auszusprechen. In den vergangenen 18 Monaten haben Falun-Dafa-Praktizierende in China niemals zur Gewalt gegriffen. Ihr Engagement für die Suche nach einer friedlichen Lösung für die Niederschlagung ist klar, und das wird sich nie ändern.“

## Reaktionen
Nach dem Vorfall blieben die auftauchenden und zu öffentlichen Fragen führenden Ungereimtheiten des Ablaufs, die möglichen Identitäten der beteiligten Personen, und die Berichterstattung der chinesischen Medien Diskussionsgegenstand zwischen den Vertretern von Falun Gong, der chinesischen Regierung und anderen Beobachtern. Da es jedoch keine unabhängige Bestätigung der Behauptungen seitens der chinesischen Regierung gab, konnte der Vorwurf der „fabrizierten Selbstverbrennung, um Falun Gong zu diskreditieren“ nicht entkräftet werden.
Laut Human Rights Watch war es für Reporter in Peking aufgrund des Mangels an unabhängigen Informationen über das Ereignis äußerst schwierig, über diesen Vorfall zu berichten. Die New York Times schrieb, dass widersprüchliche Behauptungen schwierig zu beurteilen seien, „vor allem, da die übrigen Falun-Gong-Praktizierenden in den Untergrund getrieben worden waren“, aber auch wegen „hereinströmender Propaganda, die scheinbar von entgegengesetzten Enden des Universums kamen ...“.
Philip Pans Untersuchung und andere Unstimmigkeiten, die von Falun-Gong-Organisationen hervorgehoben wurden, führte dazu, dass einige Journalisten und andere Beobachter es für möglich hielten, dass die Selbstverbrennung nicht so überschaubar war, wie es die offiziellen chinesischen Medienberichte angedeutet hatten.

### Medien
Time/Guardian – widerstreitende Ansichten: Die Zeitschrift Time berichtete über Verwirrungen, die es um die widerstreitenden Ansichten der Selbstverbrennung gab. Einige Pekinger Falun-Gong-Praktizierende schienen zu akzeptierten, dass die Selbstverbrenner Praktizierende gewesen sein könnten, die in einem Protest engagiert waren, während Falun-Gong-Organisationen im Ausland jegliche Beteiligung bestritten. Time spekulierte, dass eventuell ein „Mangel an Solidarität“ in Falun Gong zur Verzweiflung der Festlandchina-Praktizierenden beigetragen haben könnte, weil sie vielleicht keinen Kontakt mit der im Exil lebenden Führung mehr haben konnten. John Gittings vom Guardian berichtete, dass einige Beobachter glaubten, es sei möglich, dass die Selbstverbrenner in Verzweiflung und Verwirrung gehandelt haben.
World Journal – eine weitere Lüge ist für sie kein Problem: Justin Yu vom World Journal bezog sich auf die Verwirrung vieler Chinesen, was sie glauben sollten und was nicht. Der Propagandastreich der chinesischen Regierung gegen Falun Gong beruhe laut Yu auf dem Verständnis kürzlich stattgefundener Ereignisse in der asiatischen Geschichte, wie beispielsweise der Selbstverbrennung des 73-jährigen buddhistischen Mönches in Saigon oder dem Harakiri in Japan. Im Falle von Falun Gong stellt Yu jedoch fest, dass hierbei die Situation nicht klar sei und fragt: „,Wem glauben wir? Den Kommunisten? Sie haben uns bereits so oft angelogen, eine weitere Lüge ist für sie kein Problem.“
Danny Schechter – von der chinesischen Regierung eingefädelt: In seinem Buch über Falun Gong (2001) bezog sich der Journalist und Medienkritiker Danny Schechter auf Beweise aus Falun-Gong-Quellen, von Philip Pan und Interviews mit anderen Journalisten, und kam zum Schluss, dass die Selbstverbrennung von der chinesischen Regierung eingefädelt worden war. Schechter machte deutlich, dass „bezogen auf die Umstände, die dieses Ereignis umgeben“, sehr vieles unklar bleibe. „Niemand weiß, was in der Woche nach dem Vorfall und bis zur Veröffentlichung der von den chinesischen Medien komplett fabrizierten Nachrichten und Fernsehprogramme geschehen ist. Wir müssen uns daran erinnern, dass das chinesische Regime jeden einzelnen Aspekt dieses Vorfalls streng kontrolliert und dass keiner der von Xinhua aufgestellten Behauptungen von unabhängigen Quellen bestätigt werden konnte.“
Schechter stellte an einige Medienkollegen die Frage, wieso sie, statt die übliche journalistische Sorgfalt zu wahren, einfach die Medienpropaganda der chinesischen Regierung übernommen hatten, also „warum die tief verwurzelte, institutionalisierte Skepsis unserer eigenen Medien so schnell zerbröckelt ist, im Angesicht dessen, was nach einem fabrizierten Vorfall riecht, der aus politischen Gründen eklatant ausgenutzt wird?“ Schechter hinterfragte, warum einige amerikanische Nachrichtenagenturen so leichtgläubig gewesen waren: „Ist es, weil der Hauch von Spiritualität und Mystik in einer Kultur, die wenige von uns verstehen, einigen von uns in ihrer journalistischen Praxis unangenehm ist?“

### Weitere Beobachter
Francesco Sisci – Fehler, ausländische Journalisten zu verhaften: Francesco Sisci, Asien-Herausgeber der Zeitung La Stampa unterstützte die Möglichkeit, dass die Selbstverbrenner Falun-Gong-Praktizierende gewesen sein könnten und schrieb in der Asia Times, dass niemand glauben würde, dass eine Mutter gegenüber der Kommunistischen Partei „so loyal gewesen wäre, dass sie vorgab, ein Falun-Gong-Mitglied zu sein, und sich selbst und ihre einzige Tochter tötete, auch wenn Falun Gongs Meister Li Hongzhi Selbstmord verboten hat ...“ Nach Siscis Ansicht machten die chinesischen Beamten einen Fehler, als sie ausländische Journalisten auf dem Platz des Himmlischen Friedens verhafteten, denn unabhängig erstelltes Nachrichtenfilmmaterial des Ereignisses wäre der beste Beweis für die Regierung gewesen, dass es sich wirklich um Falun-Gong-Praktizierende gehandelt habe. Stattdessen sah die Berichterstattung der Regierung nach Sisci eher wie Propaganda aus.
Barend ter Haar – Versuch, die Widersprüche zu erklären: Andere Menschenrechtsaktivisten spekulierten, dass die fünf, die sich in Brand setzten, das getan hätten, um gegen die Niederschlagung von Falun Gong durch die Regierung zu protestieren. Barend ter Haar, Professor für Chinesisch an der University of Oxford war offen für die Idee, dass die Selbstverbrenner Falun-Gong-Praktizierende gewesen sein könnten und postulierte, dass ehemalige Buddhisten vielleicht die „respektable buddhistische Tradition der Selbstverbrennung, als Opfer für den Buddha“ dargebracht haben könnten. Ter Haar versuchte die aufgetauchten Widersprüche damit zu erklären, dass die Regierung erst dann ein eigenes Video hergestellt haben könnte, als sie das indirekte Potenzial der Selbstmorde für sich erkannte.
David Ownby – schwierig, zu einem endgültigen Urteil zu kommen: Bei der Überprüfung der abweichenden Erzählungen über die Identität der Selbstverbrennungsopfer, kam der Historiker David Ownby zu dem Schluss „obwohl die Argumente der Falun-Gong-Praktizierenden stichhaltig zu sein scheinen, ist es sehr schwierig, zu einem endgültigen Urteil über die Selbstverbrennung zu gelangen. ... Es gibt verzweifelte Menschen in China (und auch anderswo), die alles für Geld tun würden (was in diesem Fall an ihre Familien gehen würde, nehmen wir an). Es sei denn, die Behörden hätten ihnen versprochen, sie vor den Flammen zu retten, bevor sie ihnen hätten schaden können. Oder aber das gesamte Ereignis war inszeniert worden. Aber es scheint ebenso möglich zu sein, dass diejenigen, die sich in Brand setzten, neue oder ungeschulte Falun-Gong-Praktizierende gewesen sein könnten, die Falun Gong entdeckt und alleine praktiziert hatten (und traurigerweise) in der folgenden Unterdrückungsperiode, und aus welchem Grund auch immer, beschlossen, das ultimative Opfer zu bringen.“
Gerry Groot – klassische Taktik der 1950er: Gerry Groot, Professor für asiatische Studien an der Adelaide University in Australien, beschrieb die Ereignisse als „wirklich klassische Taktiken der 1950er Jahre. Das ist exakt das Gleiche, was sie während des Koreakriegs gemacht haben, um die Amerikaner zu unterminieren.“
Laogai-Research-Foundation – Vorfall inszeniert: Im Magazin National Review wies Ann Noonan von der Laogai-Research-Foundation darauf hin, dass die „Hypothese“ kaum weit hergeholt sei, dass die Regierung den Vorfall inszeniert oder erlaubt haben könnte, um Falun Gong zu diskreditieren, „da die Regierung geschworen hatte, die Praxis noch vor der achtzigsten Jahrestagsfeier der Kommunistischen Partei im Juli [2001] zu vernichten“.
Clive Ansley – von der Regierung vollständig inszeniert: Clive Ansley, Rechtsanwalt mit Sitz in Vancouver, der während des Selbstverbrennungsvorfalls in China lebte, wies darauf hin, dass eine dramatische Reaktion von Falun Gong verständlich gewesen wäre, doch letztendlich kam er zur Schlussfolgerung, dass das Ereignis inszeniert worden war: „Wir haben Menschen, die Falun Gong praktizieren, in diesem Land; sie sind immer und immer wieder unterdrückt worden; es ist ihnen nicht erlaubt zu sprechen, es ist ihnen nicht erlaubt, alle ihre Rechte als Bürger zu verfechten; die Enttäuschungsebene muss schrecklich, schrecklich hoch sein ... Ich kann verstehen, dass Menschen das tun ... aber ironischerweise, fanden wir schließlich heraus, dass es trotzdem inszeniert worden war, es war nicht echt. Es war von der Regierung vollständig inszeniert worden.“
Noah Porter – vollständiger Schwindel: Unter Berufung auf Schechters Nachforschungen, schrieb der Anthropologe Noah Porter, dass Selbstmord eine traditionelle Form des Protestes in China darstelle, und es davon ausgehend annehmbar wäre, dass Falun Gong auf diese Weise protestiert haben könnte. Andererseits verbiete der Glaube von Falun Gong das Töten, was Selbstmord mit einschließt. Dies in Betracht ziehend, bemerkt Porter, dass „selbst wenn es Leute gab, die sich angezündet hatten und sich für Falun-Gong-Praktizierende hielten, würden diese genauso wenig repräsentativ für Falun-Gong-Praktizierende sein wie das Christentum in seiner Gesamtheit durch Personen repräsentiert wird, die Bomben auf Abtreibungskliniken werfen“. Porter kommt zum Schluss, dass „überzeugende Beweise erbracht wurden, dass die von den chinesischen Medien beschriebenen Ereignisse zumindest trügerisch, wenn nicht sogar ein vollständiger Schwindel sind“.
Beatrice Turpin (APTV) – typische China-Strategie: Beatrice Turpin, China-Korrespondentin des Fernsehsenders Associated Press Television, sagte über den Selbstverbrennungsvorfall: „Es gab während des letzten chinesischen Neujahrs ein großes Spektakel mit Falun-Gong-Protesten und Filmaufnahmen von der Polizei, die Praktizierende schlugen, und es würde sicherlich zur typischen China-Strategie passen, in diesem Jahr [2001] ein Ereignis zu inszenieren, und die Show zu ihrer eigenen zu machen.“

## Auswirkung des Vorfalls auf die Verfolgung von Falun Gong

### Schicksal der Selbstverbrenner
Laut chinesischer Medienberichte sollen insgesamt neun Personen an der Selbstverbrennung beteiligt gewesen sein – Liu Chunling, die direkt auf dem Platz des Himmlischen Friedens starb; ihre Tochter Liu Siying, die zwei Monate später plötzlich im Krankenhaus verstarb; Wang Jindong, der sich als erster angezündet hatte; Hao Huijun und ihre Tochter Chen Guo, die sich ebenfalls angezündet haben sollen; Liu Yunfang und Liu Baorong, die auf dem Platz gewesen sein sollen, ohne sich anzuzünden; sowie Xue Hongjun und Liu Xiuqin, die die Selbstverbrennung unterstützt haben sollen.
Fünf der sieben überlebenden Personen wurden im August 2001 verurteilt: Liu Yunfang zu lebenslanger Haft, da sie als Drahtzieherin bezeichnet wurde und Flugschriften gedruckt haben soll, die Falun-Gong-Anhänger ermutigen sollten, Selbstmord zu begehen. Wang Jindong zu 15 Jahren, weil er Liu geholfen haben soll, die Flugschriften zu verbreiten und die Selbstverbrennung vorzubereiten. Der 49-jährige Xue Hongjun zu zehn Jahren, da er die Gruppe ermutigt haben soll. Die 34-jährige Liu Xiuqin aus Peking zu sieben Jahren Gefängnis, da sie der Gruppe Unterkunft zur Verfügung gestellt und bei der Besorgung der Plastikflaschen geholfen haben soll. Liu Baorong ging als einzige Person straffrei aus. CNN berichtete, dass das Gericht Liu Baorong ebenso des Mordes für schuldig befand, doch bei der Verurteilung nicht bestrafte, da sie ihr Verbrechen eingestanden und die anderen Beteiligten preisgegeben habe. Über Hao Huijun und ihre Tochter Chen Guo wurde nichts berichtet.
Chinas offizielle Nachrichtenagentur Xinhua beschrieb das Verfahren als „öffentliche Verhandlung“, dennoch war nur der letzte Tag der als monatelang beschriebenen Verhandlung öffentlich. Dieser letzte Verhandlungstag bestand jedoch hauptsächlich aus dem Verlesen der Urteile. Laut Guardian hatte Xinhua bereits vor Mittag einen vollständigen Bericht der Urteile veröffentlicht, und  People’s Daily folgte Nachmittags mit einem Leitartikel.
Nach dem Vorfall wurde es ausländischen Journalisten verweigert, die Selbstverbrennungsopfer noch deren Verwandte zu befragen. Im April 2002 arrangierte die chinesische Regierung jedoch, dass 12 chinesische und ausländische Medien die angeblichen Überlebenden der Selbstverbrennung befragen konnten, allerdings nur in Gegenwart von Staatsbeamten. BBC äußerte sich skeptisch zur Einladung, denn „die chinesische Regierung hatte internationalen Medien immer verweigert, Interviews zum Selbstverbrennungsvorfall zu machen, doch plötzlich wurde mit ausländischen Journalisten ein Interview mit den Überlebenden arrangiert“. Dies führte zur Ansicht eines BBC-Reporters, dass die Absicht der chinesischen Regierung hinter diesem arrangierten Interview offensichtlich die Bemühung sei, die Rechtmäßigkeit der Verfolgung von Falun Gong durch die Regierung zu beweisen.
Zuerst wurden die Reporter zu Wang Jindong ins Gefängnis der Provinz Henan gebracht. Wang wies darauf hin, dass die Selbstverbrennung nicht inszeniert worden sei und zeigte auf die Verbrennungen in seinem Gesicht. Wang äußerte, dass er sich wegen seiner „dummen und fanatischen Ideen“ schäme. Anschließend wurden die Journalisten in ein Krankenhaus in Kaifeng gebracht, in dem sie weitere „vier Überlebende“ trafen. Dies war merkwürdig, da laut chinesischen Medien zwei der insgesamt fünf Opfer gestorben waren (Liu Chunlin und Liu Siying). Die meisten der Interviewten sagten, dass sie Falun Gong aufgegeben hätten und das Verbot von Falun Gong durch die chinesische Regierung richtig sei. Während der Unterredung verurteilten sie einerseits Falun Gong, während sie andererseits das Verhalten der Behörden im Umgang mit der Gruppe guthießen. Auf die Frage, warum sie sich in Brand gesetzt hatten, antwortete Hao Huijun, dass sie die Sinnlosigkeit, Briefe zu schreiben und mit Spruchbandschwenken zu demonstrieren, erkannt hatte, „also entschieden wir schließlich ... ein großes Ereignis zu machen, um der Welt  unseren Willen zu zeigen. ... Wir wollten der Regierung zeigen, dass Falun Gong gut ist“. Hao Huijun und ihre Tochter Chen Guo sollen ihre Hände, Ohren und Nasen verloren haben.

### Medienkampagne und öffentliche Meinung
Die Berichterstattung der staatlichen Medien über das Ereignis zerstörte die Sympathie der Öffentlichkeit für die Gruppe und führte dazu, dass die Menschen die Verfolgung gegen Falun Gong durch die Partei mehr unterstützten. Die Time berichtete, dass vor dem Ereignis der Selbstverbrennung viele Chinesen das Gefühl hatten, dass Falun Gong keine wirkliche Bedrohung darstelle und die Verfolgung durch den Staat zu weit gegangen war. Nach dem Ereignis konnte Chinas Medienkampagne gegen Falun Gong jedoch erheblich an Boden gewinnen. Die Weltorganisation zur Untersuchung der Verfolgung von Falun Gong berichtete, dass die Feindseligkeiten seitens der Öffentlichkeit gegenüber Falun Gong eskalierten; die Regierung hatte ihre Kampagne intensiviert und befahl, dass „Hassverbrechen“ gegen Falun Gong erhöht werden sollten. Ein westlicher Diplomat erwähnte, dass die Propagandakampagne seit dem Selbstverbrennungsvorfall viel effektiver geworden war. War vorher die Haltung der Öffentlichkeit gegenüber Falun Gong mitfühlend, stellte sie sich nun auf die Seite der Regierung. „Erst seit dem Vorfall gibt es einen gesellschaftlichen Konsens“, erklärte der Diplomat und bemerkte, dass die jüngste Propaganda weitgehendst aus emotional bewegenden Geschichten und Aufzeichnungen über sogenannte Rehabilitationsmaßnahmen bestehe. Østergaard glaubte, dass die Neujahrsschrift Lis im Nachhinein das größte Geschenk an den Staat war, da der Selbstverbrennungsvorfall einen Wendepunkt markierte, an dem die Unterstützung des Volkes für die Bewegung endete.
Das Ereignis der Selbstverbrennungen erhielt prominente Berichterstattung in den offiziellen chinesischen Medien. Analysten berichteten, es hätte eine propagandistische Linie angenommen. Laut Philip Pan hatte die Kommunistische Partei „eine groß angelegte Kampagne begonnen, um den Vorfall dazu zu verwenden, ihre Behauptung zu beweisen, dass Falun Gong ein gefährlicher Kult sei, und so die öffentliche Meinung in China und im Ausland gegen die Gruppe zu wenden ... Jeden Morgen und Abend hatten die staatlich kontrollierten Medien frische Angriffe gegen Falun Gong und ihren in den USA lebenden Lehrer Li Hongzhi auf Lager“. Plakate, Broschüren und Videos wurden produziert, die die angeblich schädlichen Auswirkungen der Falun-Gong-Praxis detailliert beschrieben. Die New York Times berichtete, dass die Öffentlichkeit „mit grafischen Darstellungen im Fernsehen und in Zeitungen bombardiert“ wurde. In Chinas Schulen gab es regelmäßig Anti-Falun-Gong-Unterricht. Acht Millionen Studenten schlossen sich in ganz China der „Anti-Kult-Aktion durch die Sozialen Jugendgemeinschaften der Nation“ an.
Innerhalb eines Monats nach dem Ereignis auf dem Tian’anmen-Platz, erstellten die Behörden ein Dokument mit dem Titel „Die ganze Geschichte der Selbstverbrennung, die von Falun-Gong-Süchtigen auf dem Tian’anmen-Platz erschaffen wurde“. Das Dokument beinhaltete Farbfotos von verkohlten Leichen. Das „Büro zur Verhütung und Handhabung böser Kulte“ des Staatsrates verkündete nach dem Ereignis, dass es nun bereit sei, mit dem globalen Anti-Kult-Kampf eine Einheitsfront zu bilden. In Fabriken, Büros, Schulen und Universitäten wurden Versammlungen abgehalten, und zugelassene religiöse Führer denunzierten im ganzen Land Falun Gong. In Kaifeng gab die Post einen Anti-Falun-Gong-Stempel heraus, und 10.000 Menschen unterschrieben eine Petition, um die Gruppe anzuprangern.

### Gewalt und Umerziehung
Die Washington Post berichtete, dass die chinesischen Behörden von der Wende in der öffentlichen Meinung gegen Falun Gong profitierten, die der Selbstverbrennung folgte. Sie ergriffen diese Gelegenheit, um die „systematische Gewaltanwendung gegen die Gruppe“ zu bewilligen. Laut Washington Post hatten Behörden „ein Netzwerk von Gehirnwäsche-Einrichtungen etabliert und gaben sich jede erdenkliche Mühe, um Anhänger von Nachbarschaft zu Nachbarschaft und von Arbeitsplatz zu Arbeitsplatz auszusondern“. Die angewandten „Umerziehungstaktiken“ enthielten Schläge, Folter mit elektrischen Schlagstöcken und intensiven Anti-Falun-Gong-Unterricht.
Das Wall Street Journal veröffentlichte, dass das Büro 610 im Februar 2001 „seinen Druck auf die lokalen Regierungen verstärkte“, um die Anti-Falun-Gong-Kampagne zu implementieren. Insbesondere gab es neue, detaillierte Anweisungen heraus, die verlangten, dass alle, die weiterhin aktiv Falun Gong praktizierten, ins Gefängnis oder Arbeitslager gebracht werden, und Personen, die nicht auf die Praxis verzichten, sozial isoliert und von ihren Familien und Arbeitgebern überwacht werden sollten. Dies war eine Veränderung gegenüber der Vergangenheit, als lokale Beamte manchmal Falun Gong unter der Bedingung duldeten, dass es privat praktiziert wurde. Laut Freedom House hatte sich im Jahr nach dem Vorfall das Ausmaß der Verfolgung deutlich erhöht: „Monate unnachgiebiger Propaganda führte dazu, dass sich die öffentliche Meinung gegen die Gruppe wandte. Im nächsten Jahr hatte das Ausmaß der Verhaftungen, Folter und sogar Todesfälle von Falun-Gong-Praktizierenden durch Misshandlungen in Haft dramatisch zugenommen.“

### Auswirkungen des Widerstands von Falun Gong
Der Selbstverbrennungsvorfall erforderte eine Änderung der Taktiken für Falun Gong. Der Platz des Himmlischen Friedens war laut China-Analytiker Ethan Gutmann als Ort für Proteste „dauerhaft kontaminiert“, und Falun Gongs tägliche Demonstrationen in Peking hatten fast aufgehört. Laut Human Rights Watch hatten Praktizierende vielleicht beschlossen, dass „die Proteste ihre Nützlichkeit überdauert hatten, um gegen die chinesischen Misshandlungen zu demonstrieren oder um das ausländische Publikum von der Harmlosigkeit Falun Gongs zu überzeugen.“ Diaspora-Praktizierende, die im Ausland lebten, konzentrierten ihre Aufmerksamkeit darauf, die Nachrichten über die Misshandlungen der Praktizierenden durch die chinesische Regierung zu verbreiten. Sie übergaben Berichte an die Vereinten Nationen und Menschenrechtsorganisationen, veranstalteten außerhalb Chinas öffentliche Märsche und Hungerstreiks und dokumentierten Menschenrechtsverletzungen auf Websites. In China verwendeten Praktizierende Massenmails und verteilten Faltblätter etc., um „die Tatsachen über die Verfolgung“ darzulegen und die Behauptungen der Regierung zu widerlegen. In einer Pressemitteilung im August 2001 hatte das Falun-Dafa-Informationszentrum in USA diese Verschiebung der Strategie aufgegriffen und erwähnte, dass die chinesischen Praktizierenden „es manchmal schaffen, auch große Plakate und Spruchbänder an großen Verkehrsstraßen anzubringen. Sie stellen auch rund um Arbeitslager und in dicht besiedelten Gebieten Lautsprecher auf Dächer oder bringen diese an Bäumen an, um Nachrichten über die Menschenrechtsverletzungen zu übertragen.“
Im Jahr 2002 konnten Falun-Gong-Praktizierende in Changchun die Dokumentation False Fire erfolgreich im chinesischen Fernsehen übertragen, indem sie das geplante Programm des Senders für 50 Minuten unterbrachen. Der Falun-Gong-Praktizierende Liu Chengjun, der sich in die Satelliten-Zufuhr gehackt hatte, wurde verhaftet und zu Gefängnis verurteilt. Das Außenministerium der Vereinigten Staaten berichtete, dass Liu Chengjun im Gefängnis der Stadt Jilin „misshandelt“ und „von der Polizei zu Tode geprügelt“ worden sei. Die restlichen fünf Personen, die hinter dem Fernseh-Hijacking standen, wurden ebenso eingesperrt; alle sind Berichten zufolge gestorben oder in Haft zu Tode gefoltert worden.